# Waljanzina Skrabatun
Waljanzina Aljaksandrauna Skrabatun (belarussisch Валянціна Аляксандраўна Скрабатун, russisch Валентина Александровна Скрабатун Walentina Alexandrowna Skrabatun; * 23. Juli 1958 in Duschawa, Belarussische SSR als Waljanzina Dsemidowiz) ist eine ehemalige belarussische Ruderin.

## Biografie
Waljanzina Skrabatun war Teil der belarussischen Crew, die bei den Olympischen Sommerspielen 1996 in Atlanta Bronze in der Regatta mit dem Achter gewann. Zur Besatzung gehörten neben Skrabatun auch: Aljaksandra Pankina, Natallja Laurynenka, Natallja Woltschak, Tamara Dawydsenka, Alena Mikulitsch, Natallja Stassjuk, Marina Snak sowie Steuerfrau Jaraslawa Paulowitsch.